# Jawa (mc)

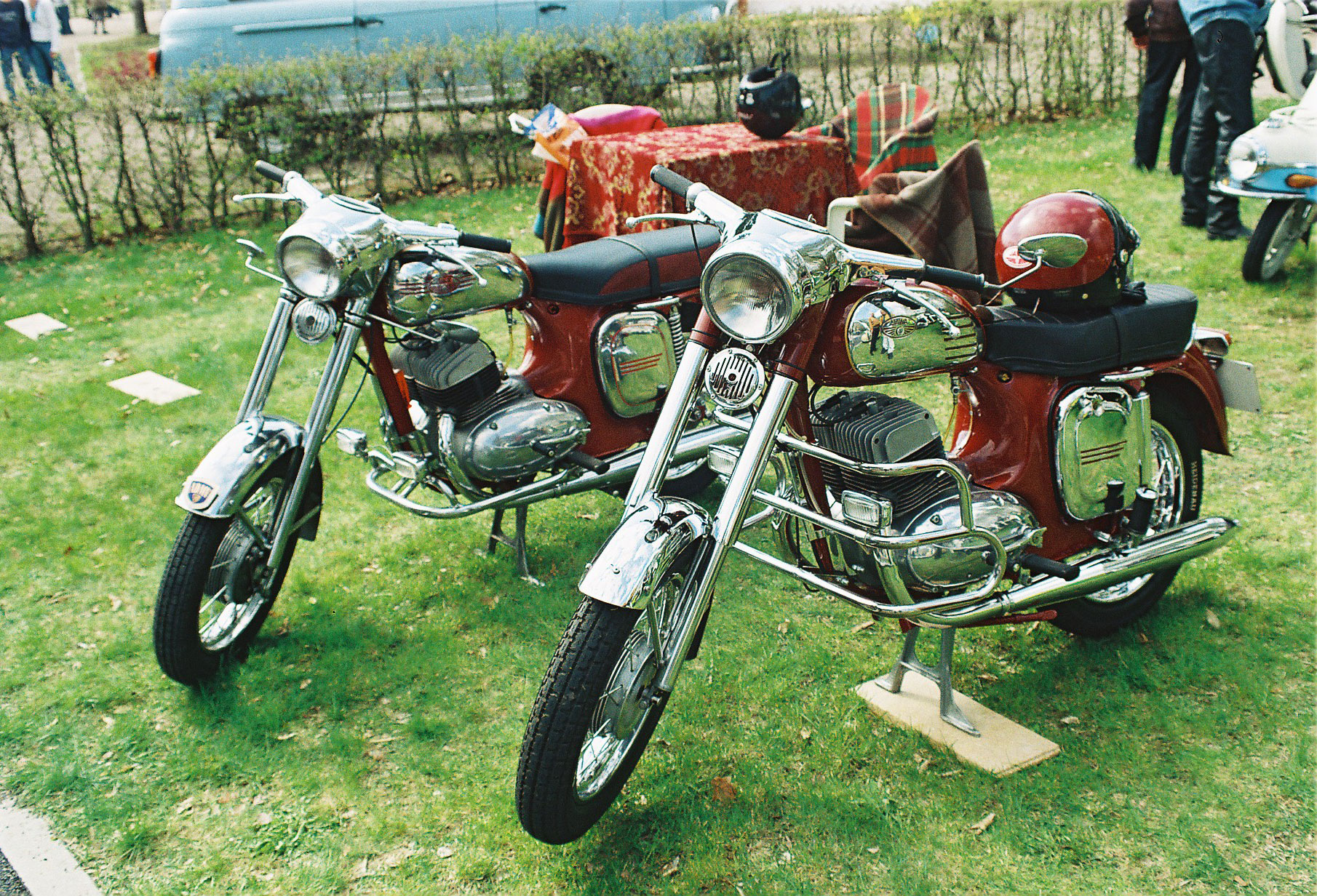
Två stycken Jawa.

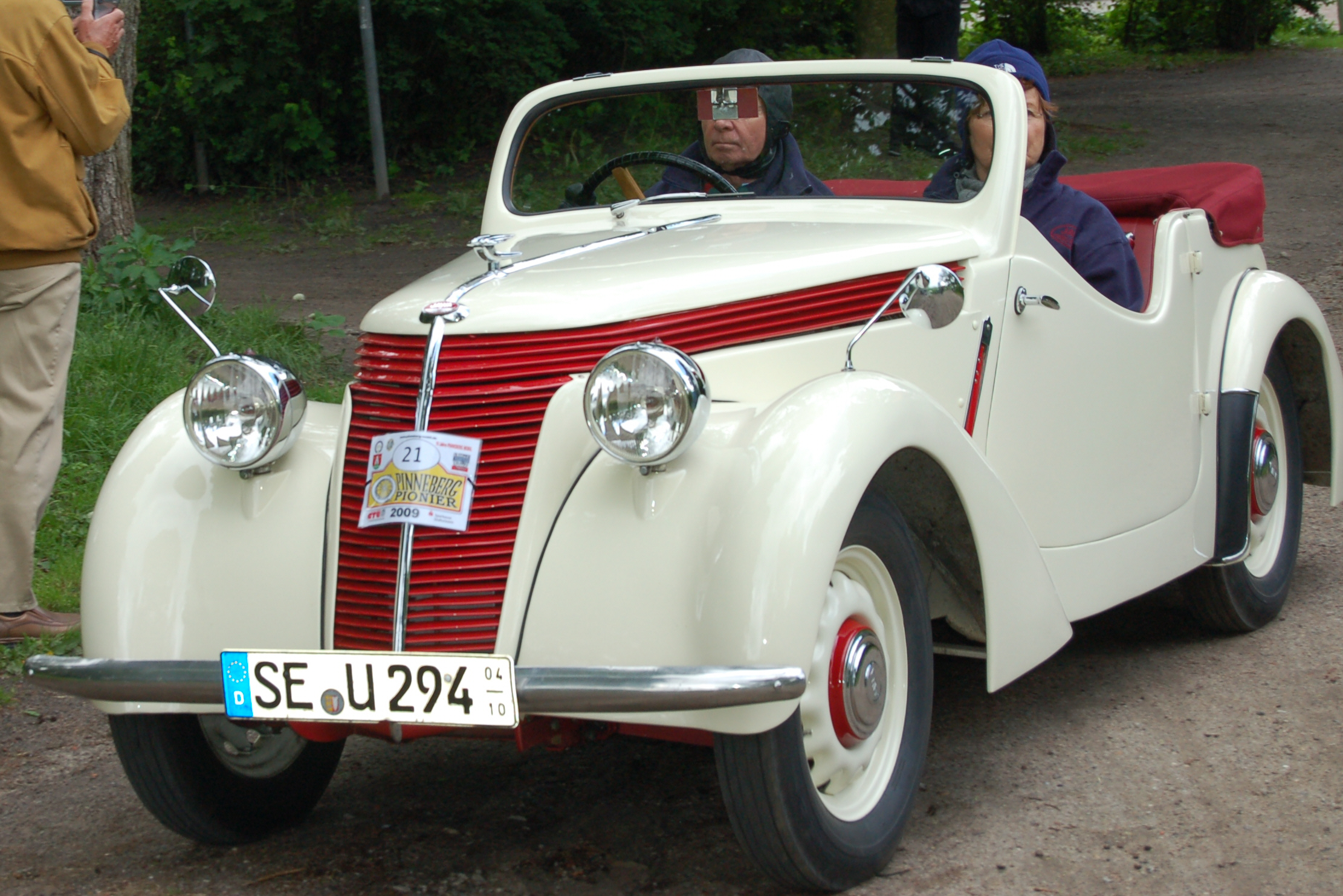
Jawa Minor 1938

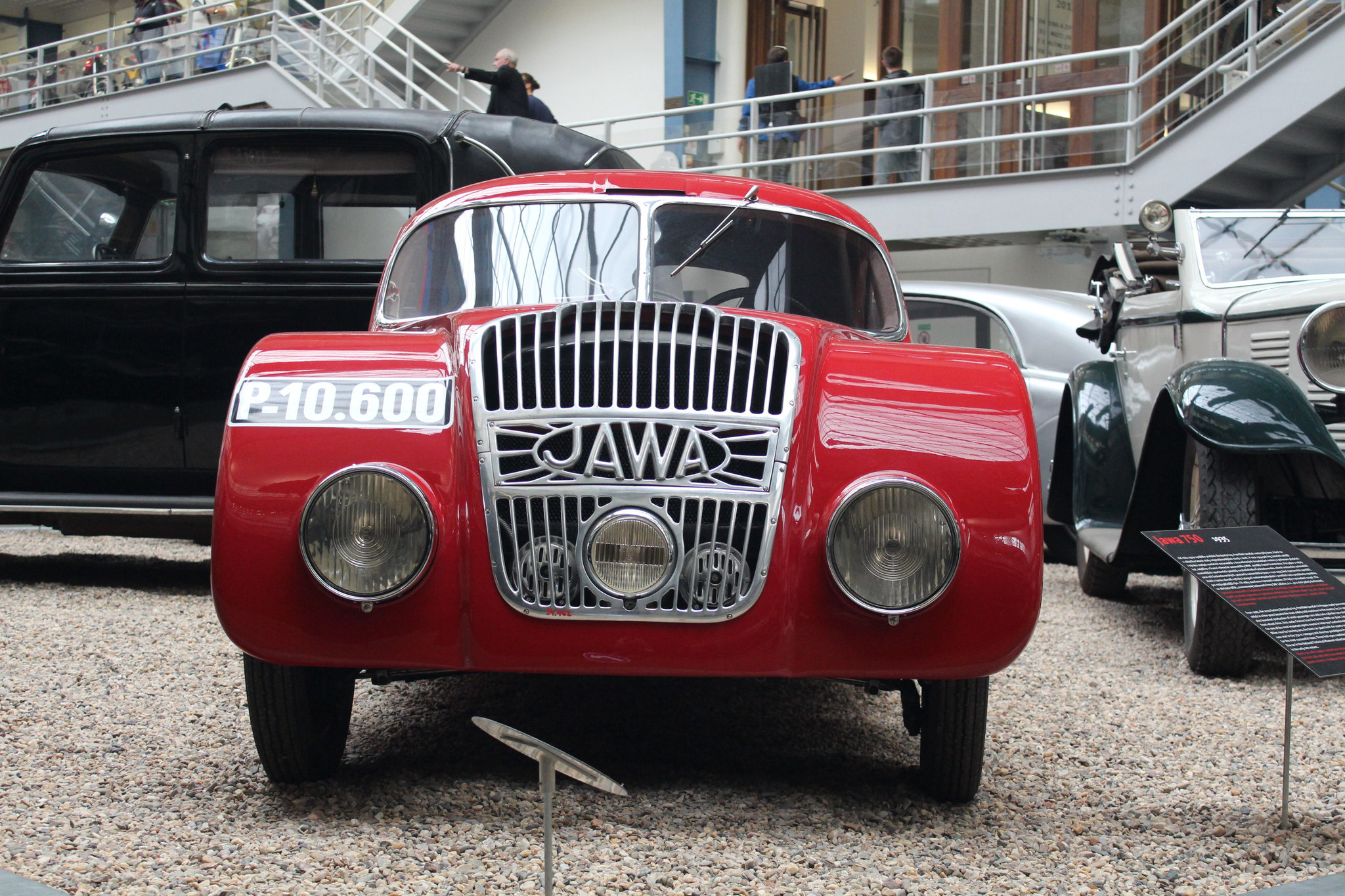
Jawa 750

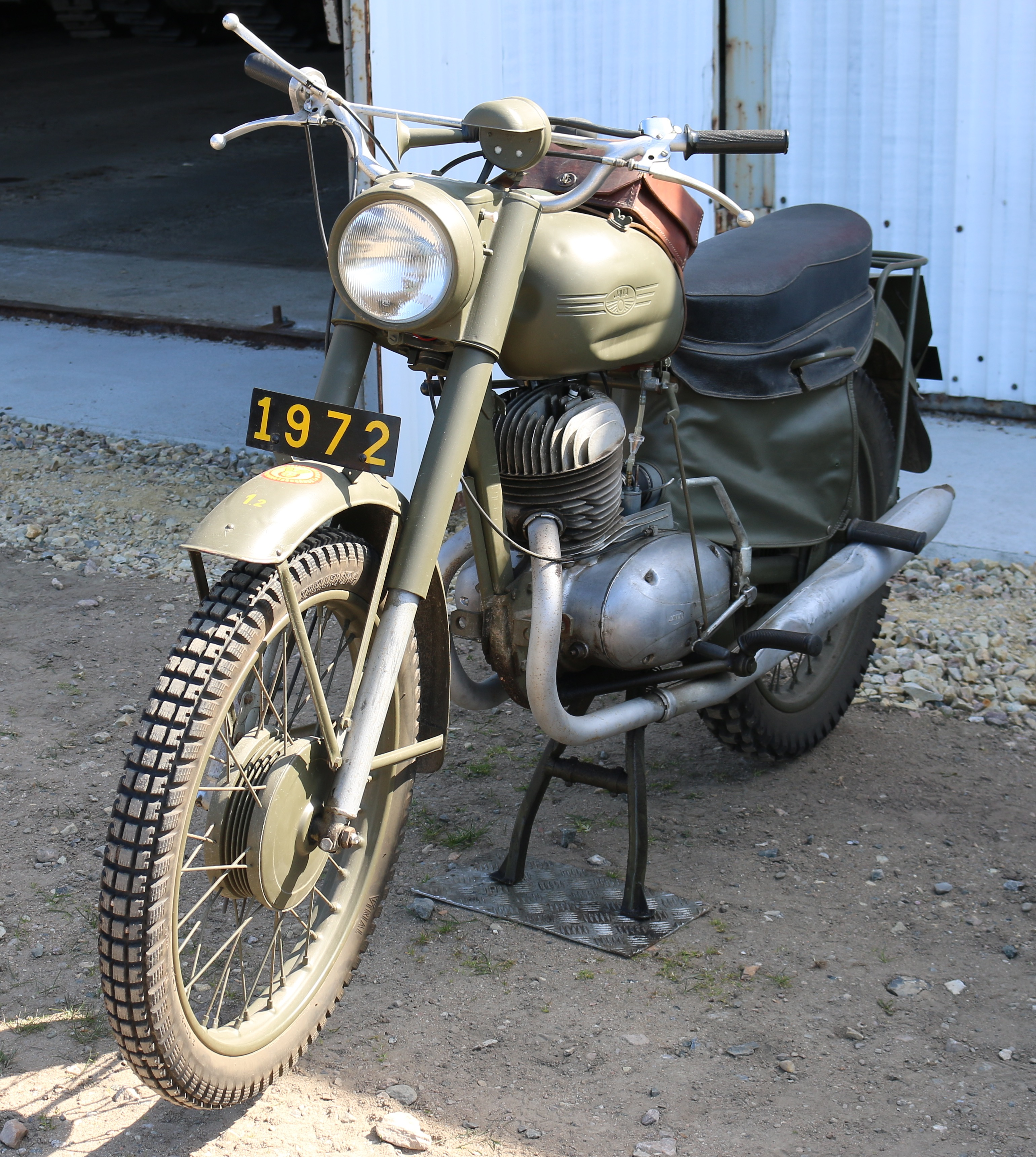
Motorcykel 257A, ombyggd motorcykel 355

Jawa är en tjeckisk motorcykeltillverkare. Namnet är bildat av Janecek och Wanderer.
Företaget bildades när František Janeček, som var ägare till en ammunitionsfabrik, började tillverka den tyska motorcykeln Wanderer på licens 1927. Den första modellen hade en fyrtaktsmotor på 500 cm3. Snart började man även tillverka en mindre och billigare modell med en  175 cm3 tvåtaktsmotor från Villiers i England. Den mindre modellen blev en omedelbar framgång och såldes i stort antal. Den ursprungliga modellen lades ned redan 1933. Under de följande åren utvecklade man motorcyklar med 350 cm3 fyrtaktsmotorer och 98 cm3 tvåtaktsmotorer.
I mitten av 1930-talet förekom även personbilstillverkning i mindre omfattning.
Under andra världskriget låg motorcykeltillverkningen i stort nere, men i slutet av 1940-talet kunde man lansera en serie nya tvåtaktsmotorer av egen konstruktion. Med dessa hade man under 1950-talet stora framgångar inom den motorcykelsport som idag går under namnet enduro.
Dessutom har Jawa under hela efterkrigstiden varit tämligen framgångsrika inom speedway och isracing.
I början av 1950-talet slogs Jawa samman med en annan tjeckisk motorcykeltillverkare, CZ.
Idag har Jawa en mindre tillverkning av motorcyklar för den inhemska marknaden.
Den svenska krigsmakten valde Jawa när man skulle köpa nya motorcyklar 1960. Två modeller anskaffades:
- Motorcykel 255, med en encylindrig tvåtaktsmotor på 250 cm3.
- Motorcykel 355, med en tvåcylindrig tvåtaktsmotor på 350 cm3.

## Bildgalleri

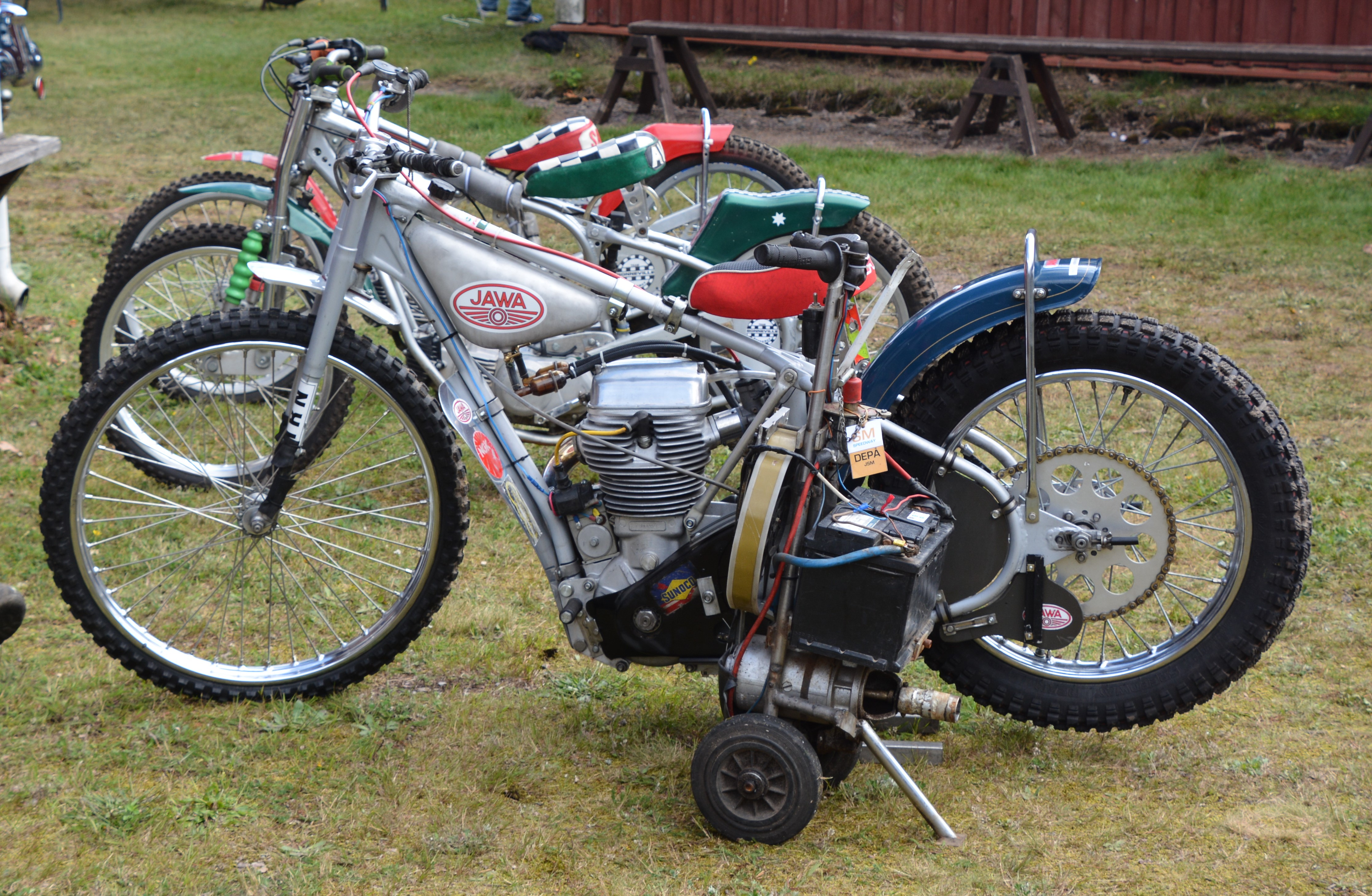
Speedwaymotorcyklar med tändvagn, Speedwaymuseum i Målilla